# Новомиколаївка (Кетрисанівська сільська громада)
Новомикола́ївка — село в Україні, у Кетрисанівській сільській громаді Кропивницького району Кіровоградської області. Населення становить 300 осіб. Колишній центр Новомиколаївської сільської ради.

## Населення
Згідно з переписом УРСР 1989 року чисельність наявного населення села становила 297 осіб, з яких 144 чоловіки та 153 жінки.
За переписом населення України 2001 року в селі мешкало 300 осіб.

### Мова
Розподіл населення за рідною мовою за даними перепису 2001 року:
| Мова       | Відсоток |
| ---------- | -------- |
| українська | 95,33 %  |
| молдовська | 2,67 %   |
| російська  | 1,33 %   |
| білоруська | 0,67 %   |

### Уродженці
- Логвинов Мирослав Євгенійович — старший солдат Національної гвардії України, учасник російсько-української війни, що загинув у ході російського вторгнення в Україну в 2022 році.

Заболотний Степан Степанович - старший солдат (водій)  Національної гвардії України, учасник російсько-української війни, що загинув у ході російського вторгнення в Україну в 2022 році.